# پارک ملی درای تورتوگز
پارک ملی درای تورتوگز (به انگلیسی: Dry Tortugas National Park) نام پارکی طبیعی در ایالت فلوریدا در ایالات متحده آمریکا است.